# Brunnenstock (Schijenstock)
Brunnenstock är en bergstopp i Schweiz.   Den ligger i kantonen Uri, i den centrala delen av landet, 100 km öster om huvudstaden Bern. Toppen på Brunnenstock är 2 888 meter över havet, eller 178 meter över den omgivande terrängen. Bredden vid basen är 1,0 km.
Terrängen runt Brunnenstock är huvudsakligen bergig, men den allra närmaste omgivningen är kuperad. Närmaste större samhälle är Erstfeld, 16,1 km norr om Brunnenstock. 
Trakten runt Brunnenstock består i huvudsak av gräsmarker. Runt Brunnenstock är det glesbefolkat, med 17 invånare per kvadratkilometer.